# Aïcirits-Camou-Suhast

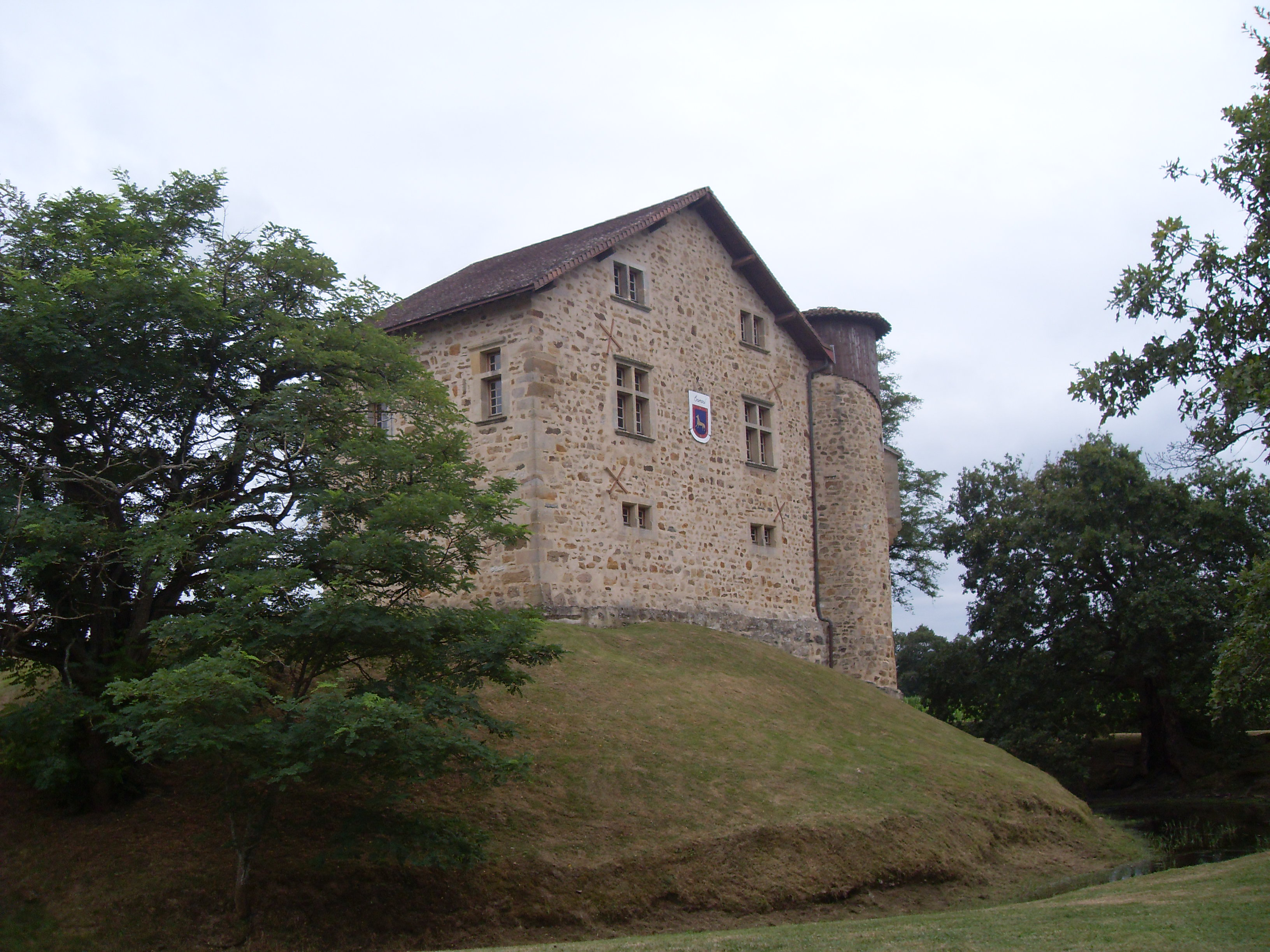
Château de Camou

Aïcirits-Camou-Suhast is een gemeente in het Franse departement Pyrénées-Atlantiques (regio Nouvelle-Aquitaine) en telt 559 inwoners (1999). De plaats maakt deel uit van het arrondissement Bayonne.

## Geografie
De oppervlakte van Aïcirits-Camou-Suhast bedraagt 9,7 km², de bevolkingsdichtheid is 57,6 inwoners per km².
De onderstaande kaart toont de ligging van Aïcirits-Camou-Suhast met de belangrijkste infrastructuur en aangrenzende gemeenten.

## Demografie
Onderstaande figuur toont het verloop van het inwonertal (bron: INSEE-tellingen).

1. ↑  Populations de référence 2022.